# Charlton Heston
Charlton Heston, nome artístico de John Charles Carter (Evanston, Illinois, 4 de outubro de 1923 — Beverly Hills, 5 de abril de 2008), foi um ator e ativista político  norte-americano notabilizado no cinema por papéis heroicos em superproduções da era de ouro de Hollywood, como Moisés de Os Dez Mandamentos, Judah Ben-Hur de Ben-Hur, George Taylor de Planeta dos Macacos, o lendário cavaleiro espanhol El Cid no filme homônimo e Robert Neville em A Última Esperança da Terra.
Nascido no estado de Illinois, viu seus pais se divorciarem quando tinha dez anos; com o segundo casamento de sua mãe com Chester Heston, a família se mudou para um subúrbio de Chicago e ele adotou o nome do padrasto. Na escola secundária, Charlton se envolveu com a cadeira de artes dramáticas e teve um resultado tão bom que recebeu uma bolsa em drama para cursar a universidade.
Em 1944 deixou os estudos e se alistou na força aérea do exército, onde serviu como operador de rádio de bombardeiros B-25 nas Ilhas Aleutas durante a Segunda Guerra Mundial. Atingiu a patente de sargento, e se casou com uma colega de faculdade.
Após a guerra, o casal voltou para Nova Iorque onde ele iniciou uma carreira de ator em teatro e começou a aparecer em papéis históricos como Macbeth e Marco Antônio & Cleópatra. Já usando o prenome de Charlton, ele fez seu primeiro papel no cinema em Dark City, em 1950, recebendo reconhecimento por sua atuação e chamando a atenção para seu porte.
Morreu em 5 de abril de 2008 em sua residência de Beverly Hills, em Los Angeles, aos 84 anos. Sofria desde 2002 de uma doença degenerativa com sintomas similares aos do Mal de Alzheimer. Grandes estrelas de Hollywood como a sua amiga Olivia de Havilland, o ator e ex-governador da Califórnia Arnold Schwarzenegger, Keith Carradine, Pat Boone, Tom Selleck, Oliver Stone, Rob Reiner e Christian Bale, dentre outros, compareceram a seu funeral para dar-lhe o último adeus. Encontra-se sepultado no Saint Matthew's Episcopal Church Columbarium, Pacific Palisades, Condado de Los Angeles, Califórnia nos Estados Unidos.

## Cinema
Em 1952, o filme O Maior Espetáculo da Terra, superprodução de Cecil B. DeMille ambientada no mundo do circo, transformou Heston numa estrela de primeira grandeza do cinema. A partir dali, seu porte ereto, sua altura e o perfil musculoso, lhe dariam os papéis mais simbólicos nas superproduções dos anos 50 do cinema norte-americano.

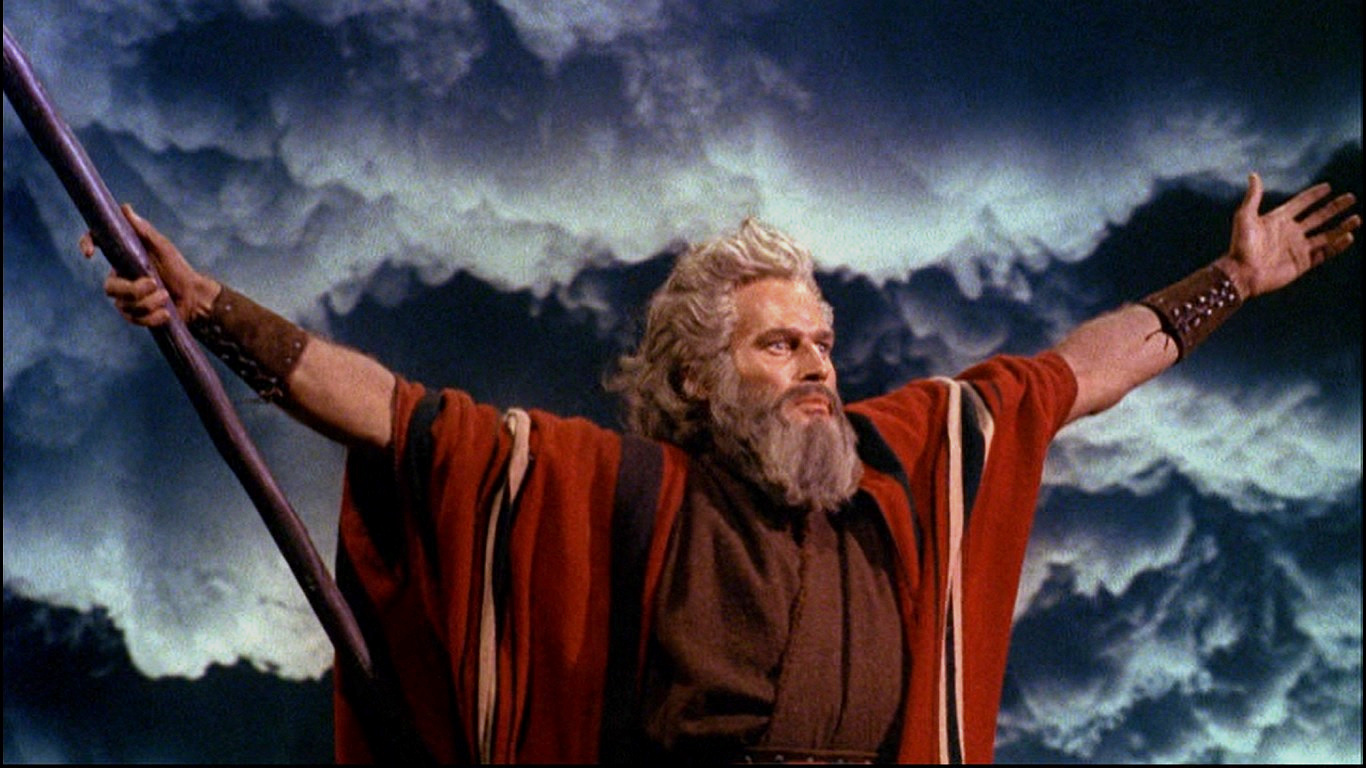
Charlton Heston como Moisés em Os Dez Mandamentos, 1956

Os Dez Mandamentos (filme de 1956), de 1956, marcou sua imagem como Moisés e a partir dele todos os grandes papéis heroicos e históricos encontraram Heston para representá-los. Nos anos 50 e 60, ele filmou sucessos como 55 Dias em Pequim, El Cid, Agonia e Êxtase e Ben-Hur (1959), entre outros, recebendo o Oscar de melhor ator pelo último, um dos onze recebidos pelo filme, que se manteve solitariamente como o mais premiado pela Academia em todos os tempos até ser igualado em 1997 por Titanic e em 2003 por O Senhor dos Anéis: O Retorno do Rei.

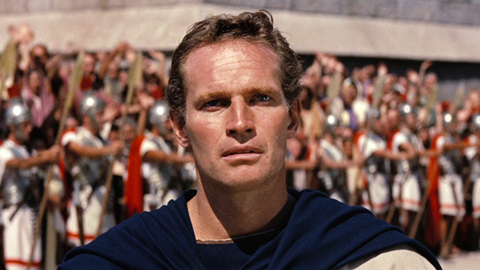
Heston em Ben-Hur

Em 1958, num trabalho diferente dos papéis históricos pelo qual ficaria marcado, fez um dos mais elogiados filmes de Orson Welles, A Marca da Maldade, mostrando sua capacidade de trabalhos mais artísticos em filmes menores.
A virada dos anos 60 para os 70 veria os últimos sucessos de público, e alguns de crítica, de Heston, já então quase um cinquentão e com a imagem ligada aos anos 50, numa época em que a contracultura e uma nova linguagem tomavam conta do cinema, trazendo com ela atores mais jovens para os principais filmes como Warren Beatty, Dustin Hoffman e Robert Redford. Filmes de ficção científica e de grandes desastres, então em moda no cinema, ainda mantiveram Heston junto do topo nesta época: O Planeta dos Macacos (1968), A Última Esperança da Terra (1971), No Mundo de 2020 (1972) e Terremoto (1974).
A partir daí os grandes papéis começaram a escassear e Heston passou a trabalhar em papéis coadjuvante/secundários e pequenas aparições. Sua imensa popularidade nos Estados Unidos porém não diminuiu, e ele fez diversos papéis nos anos seguintes em filmes para tv e atuou em diversos filmes como narrador, sendo uma das vozes mais requisitadas do cinema. Em 2001, fez sua mais notada participação em muitos anos, na refilmagem de O Planeta dos Macacos, de Tim Burton, como um velho macaco pai do vilão do novo filme.

## Política

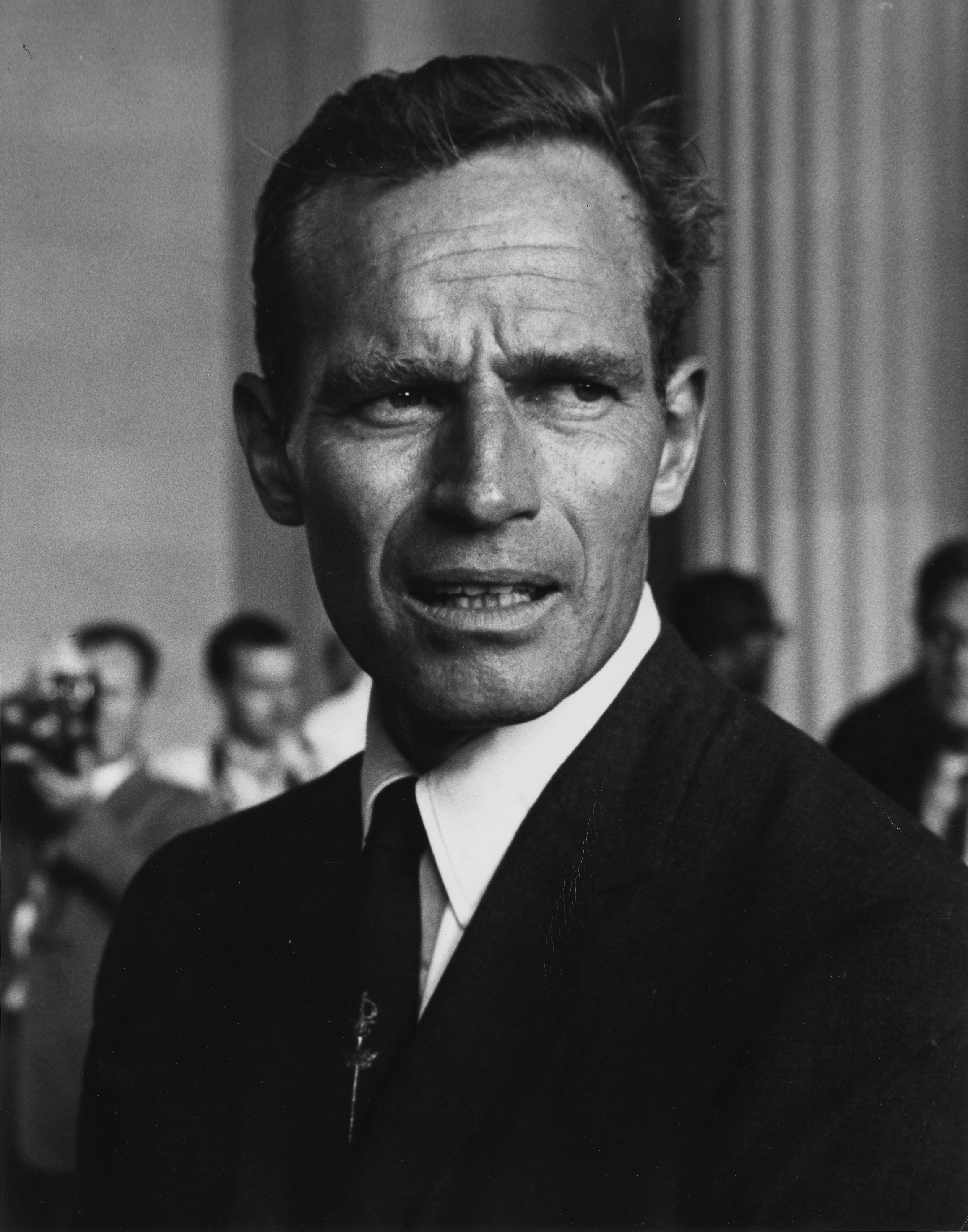
Heston em 1963 na Marcha pelos direitos civis, Washington D.C.

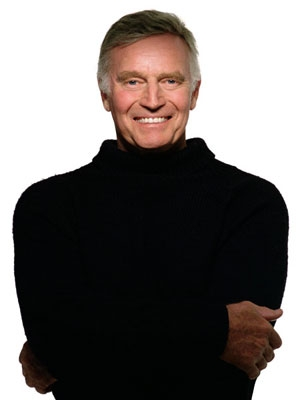
Heston em 2001

No passado Charlton Heston era um liberal democrata e fazia campanhas pelos candidatos à presidência como Adlai Stevenson e John Kennedy. Ativista pelos direitos civis dos negros, ele acompanhou Martin Luther King durante a Marcha pelos direitos civis a Washington, em 1963, chegando a usar uma faixa onde se lia “Todos os homens nascem iguais”.
Em 1968, após o assassinato do senador Robert Kennedy, ele apareceu num programa da tv americana junto com Gregory Peck e Kirk Douglas pedindo apoio para o presidente Lyndon Johnson e sua tentativa de aprovar no Congresso o Ato a favor do controle de armas nos Estados Unidos. Anos mais tarde diria que nesta ocasião era jovem e tinha sido bobo e tolo.
Heston também ficou conhecido como um oponente do macartismo e da segregação racial nos Estados Unidos, que, segundo ele, apenas ajudavam a causa do comunismo mundial, além de ter sido um grande crítico de Richard Nixon, que considerava um desastre.
Entretanto, a partir dos anos 80, Heston passou a ostentar posições mais conservadoras, trocando seu registro eleitoral do Partido Democrata para o Partido Republicano, apoiando o direito às armas de fogo e fazendo campanha para Ronald Reagan e os dois presidentes Bush.
Em 1998 se tornou presidente da National Rifle Association of America (NRA), a poderosa entidade lobista armamentista dos Estados Unidos e da qual era membro honorário vitalício. Como seu porta-voz, entre 1998 e 2003, ficou conhecido no país por fazer discursos radicais contra a extinção da Segunda Emenda à Constituição dos Estados Unidos, que prevê o direito ao armamento da população civil, além de se posicionar publicamente contra o aborto, legal nos Estados Unidos.

## Filmografia
| - Peer Gynt (1941) (filme estudantil) - Julius Caesar (1950) (1950) - Cidade Negra (1950) - O Maior Espetáculo da Terra (1952) - Trágica Emboscada (1952) - A Fúria do Desejo (1952) - O Destino Me Persegue (1953) - As Aventuras de Buffalo Bill (1953) - O Último Guerreiro (1953) - Ambição que Mata (1953) - A Selva Nua (1954) - O Segredo dos Incas (1954) - Aventura Sangrenta (1955) - A Guerra Íntima do Major Benson (1955) - Lucy Galante (1955) - Os Dez Mandamentos (1956) - Trindade Violenta (1957) - A Marca da Maldade (1958) - Da Terra Nascem os Homens (1958) - O Corsário sem Pátria (1958) - O Navio Condenado (1959) - Ben-Hur (1959) - The Fugitive Eye (1961) (TV) - El Cid (1961) - O Pombo Que Conquistou Roma (1962) - Os Tiranos também Amam (1963) - 55 Dias em Pequim (1963) - A Maior História de Todos os Tempos (1965) - Juramento de Vingança (1965) - Agonia e Êxtase (1965) … Michelangelo - O Senhor da Guerra (1965) - Khartoum (1966) - Maugli (1967) (narrador da versão inglesa) - Os Heróis não Se Entregam (1968) - Planeta dos Macacos (1968) - E o Bravo Ficou Só (1968) - Number One (1969) - The Festival Game (1970) (documentário) - King: A Filmed Record… Montgomery to Memphis (1970) (documentário) - De Volta ao Planeta dos Macacos (1970) - Júlio César (1970) - O Senhor das Ilhas (1970) - A Última Esperança da Terra (1971) - À Sombra das Pirâmides (1972) - Voo 502 em Perigo (1972) - Catástrofe nas Selvas (1972) - No Mundo de 2020 (1973) - Os Três Mosqueteiros (1973) | - Aeroporto 75 (1974) - Terremoto (1974) - A Vingança de Milady (1974) - Os Últimos Machões (1976) - Midway (1976) - America at the Movies (1976) (documentário) (narrador) - Pânico na Multidão (1976) - O Príncipe e o Mendigo (1977) - SOS Submarino Nuclear (1978) - Os Homens da Montanha (1980) - Reencarnação (1980) - A Montanha de Ouro (1982) - Chiefs (1983) (minissérie) - The Fantasy Film Worlds of George Pal (1985) (documentário) - Directed by William Wyler (1986) (documentário) - Traição e Honra (1987) - Solar Crisis (1990) - As Aventuras na Ilha do Tesouro (1990) - Quase um Anjo (1990) - Genghis Khan (1992) (não completado) - A Thousand Heroes (1992) - Quanto Mais Idiota Melhor 2 (1993) - SeaQuest DSV (1993) (TV) - Tombstone - A Justiça Está Chegando (1993) - A Century of Cinema (1994) (documentário) - True Lies (1994) - À Beira da Loucura (1995) - Friends (1995) (ele mesmo) - O Anjo Vingador (1995) (TV) - The Dark Mist (1996) (narrador) - Alaska - Uma aventura inacreditável (1996) - Ben Johnson: Third Cowboy on the Right (1996) (documentário) - Hamlet (1996) - Hércules (1997) (narrador) - Off the Menu: The Last Days of Chasen's (1997) (documentário) - Armagedom (1998) (narrador) - Gideon - Um anjo em nossas vidas (1999) - Um Domingo Qualquer (1999) - Ricos, Bonitos e Infiéis (2001) - Como Cães e Gatos (2001) (voz) - Planet of the Apes (2001) - Last Party 2000 (2001) (documentário) - A Irmandade (2001) - Tiros em Columbine (2002) (documentário) - Josef Menguele (2003) |

### Curtas
| - Introducing Charlton Heston (1950) - Three Lives (1953) - The Five Cities of June (1963) (narrador) - The Egyptologists (1965) (narrador) - While I Run This Race (1967) (narrador) - Think Twentieth (1967) - The American Film: 1966 White House Festival of the Arts (1967) (narrador) - All About People (1967) (narrador) - Rowan & Martin at the Movies (1968) - The Movie Experience: A Matter of Choice (1968) (narrador) | - Rod Laver's Wimbledon (1969) (narrador) - The Heart of Variety (1969) - The Last Man Alive (1971) - Our Active Earth (1972) (narrador) - A Look at the World of Soylent Green (1973) - Lincoln's Gettysburg Address (1973) (narrador) - The Fun of Your Life (1975) (narrator) - They Were There (1976) - Call from Space (1989) (voz) - Alaska: Spirit of the Wild (1997) (narrador) |